# Мусахель (округ)
Мусахель (урду ضلع موسیٰ خیل‎, англ. Musakhel District) — один из 30 округов пакистанской провинции Белуджистан. Административный центр — город Мусахель-Базар.

## География
Площадь округа — 5 728 км². На севере граничит с Федерально управляемыми племенными территориями, на востоке — с территорией провинции Пенджаб, на юго-востоке — с округом Баркхан, на юго-западе — с округом Лоралай, на западе — с округом Жоб.

## Административно-территориальное деление
Округ делится на два техсила :
- Мусахель
- Друг

и 10 союзных территорий.

## Население
По данным переписи 1998 года, население округа составляло 134 056 человек, из которых мужчины составляли 55,3 %, женщины — соответственно 44,7 %. На 2009 год уровень грамотности населения (от 10 лет и старше) составлял 23 %. Уровень урбанизации — 9 %. Средняя плотность населения — 23,4 чел./км². В национальном составе преобладают пуштуны (85 %), также представлены белуджи (7,8 %), сераики (1,6 %) и прочие этнические группы (5,6 %).